# Piper variegatum
Piper variegatum är en pepparväxtart som först beskrevs av Ruiz & Pav., och fick sitt nu gällande namn av Christiaan Hendrik Persoon. Piper variegatum ingår i släktet Piper och familjen pepparväxter. Inga underarter finns listade i Catalogue of Life.